# Nová Ves (Hora Svatého Šebestiána)
Nová Ves (německy Neudorf) je vesnice, část obce Hora Svatého Šebestiána v Krušných horách v okrese Chomutov. Nachází se asi dvanáct kilometrů severozápadně od Chomutova v nadmořské výšce okolo 770 metrů. Založena byla pravděpodobně na přelomu třináctého až čtrnáctého století řádem německých rytířů. V patnáctém a šestnáctém století se mezi ní a Horou Svatého Šebestiána začala rozvíjet těžba rud stříbra a jiných kovů. Po úpadku hornictví se hlavním zdrojem obživy stalo formanství a chov dobytka. Na konci druhé světové války však významně poklesl počet obyvatel a zemědělská činnost v okolí postupně ustala. Byla zbořena řada budov včetně kostela, ale některé prázdné domy si lidé upravili na rekreační chalupy.

## Název
Název vesnice se poprvé objevuje ve tvaru in Neustorff (1361) a dále se vyskytuje ve tvarech: in Nova villa (1363), v ves Nowau (1540), Nowa Wes (1571), Naydorff (1606) nebo Neudorf (1787).

## Historie
Starší literatura uvádí, že vesnice byla součástí křimovského panství, které Chotěbor z Račic odkázal v roce 1281 řádu německých rytířů z chomutovské komendy. Darovací listina ale Novou Ves neuvádí. Pravděpodobně však už v té době existovala, neboť biskup Jan z Dražic dne 3. října 1313 povolil stavbu filiálního kostela, jehož budova byla dodatečně vložena do urbanistického celku vesnice. Dobu vzniku potvrdily také archeologické nálezy: nejstarší keramika získané archeologickým výzkumem pochází z pokročilé části druhé poloviny třináctého století. Z urbanistického hlediska měla Nová Ves v době svého založení charakter lesní lánové vsi. Její pozemky byly dodatečně vloženy do plužin dříve založených vsí Křimov a Stráž.

### Do třicetileté války

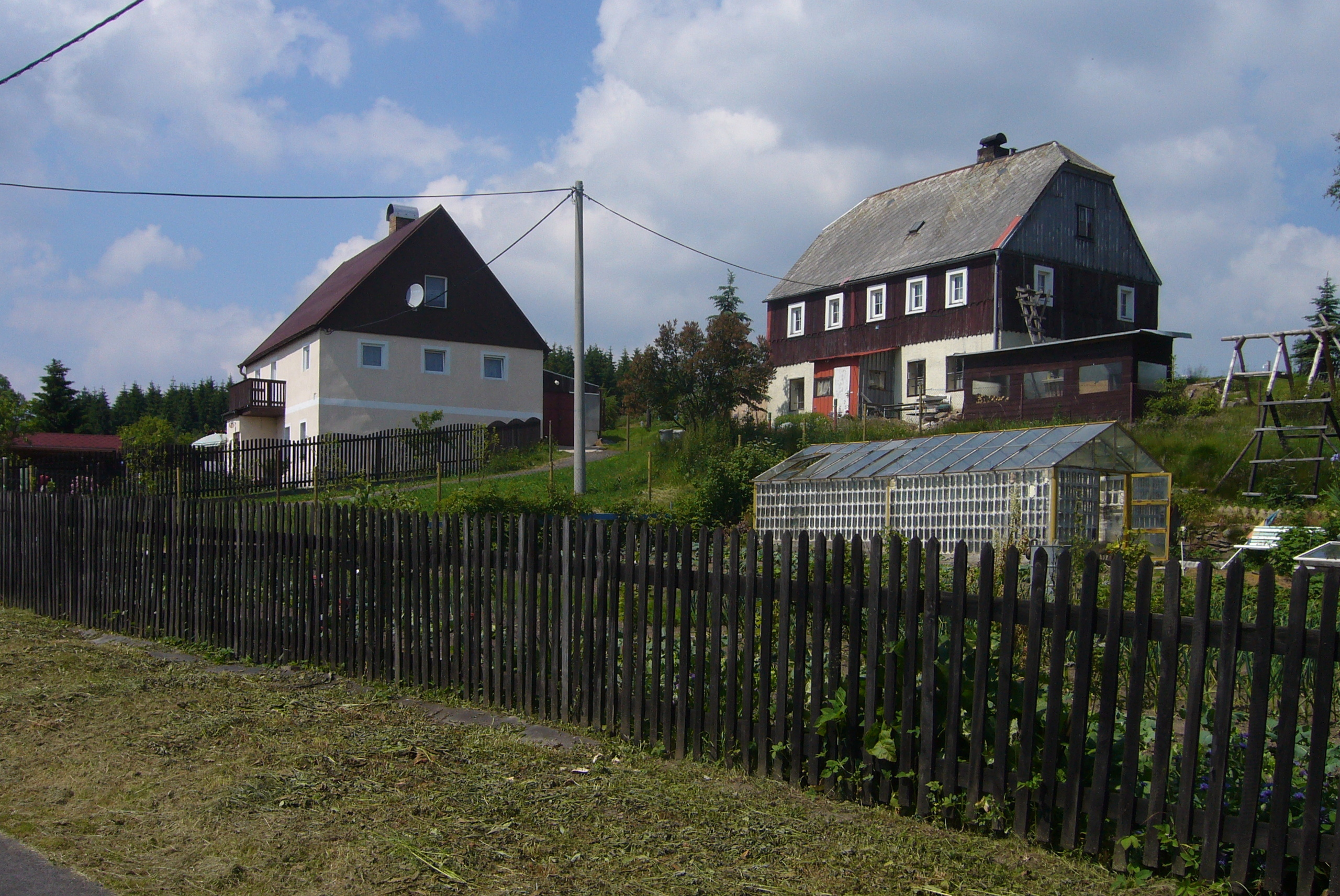
Domy na severním okraji vesnice

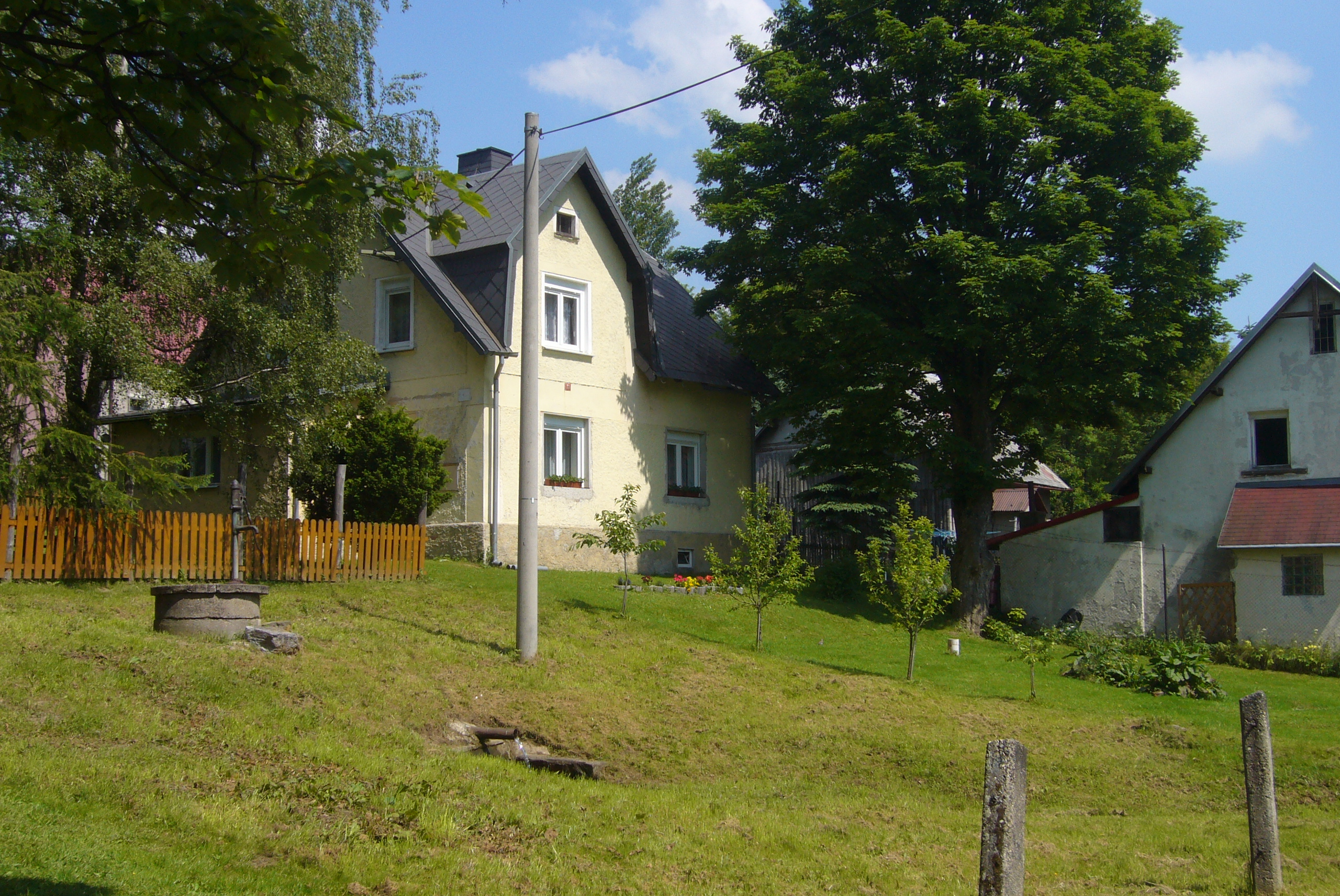
Střední část vesnice

První písemná zmínka o vesnici pochází z roku 1345, kdy řád udělil dědičnou rychtu v Nové Vsi Georgu Wahlenhöferovi. K jeho povinnostem patřila služba chomutovské komendě, její zásobování rybami a lesními produkty a ubytování lovců a jejich psů v době lovů. Za to směl provozovat mlýn o jednom kole, chytat ryby a lovit drobnou zvěř, vařit a prodávat pivo a provozovat několik řemeslnických živností. Zpráva zároveň obsahuje zmínku o potůčku, který vytéká ze štoly, a dokládá tak zdejší rudné dolování již ve čtrnáctém století. Ve čtrnáctém století patřila část vesnice pánům z Alamsdorfu. Konkrétně listina z roku 1356 zmiňuje jejich pozemky v horní části vesnice a v roce 1363 jim patřila celá čtvrtina vsi. Z roku 1361 pochází zmínka o kostele, který byl filiálním kostelem křimovské farnosti.
Nová Ves se již před husitskými válkami stala součástí chomutovského panství. Podle urbáře z roku 1560 v ní žilo 38 usedlých a stály zde tři mlýny (z toho jeden pustý). O tři roky později je zmiňována také krčma, která od roku 1571 směla prodávat jen pivo z Chomutova. Nacházela se zde křižovatka cesty z Chomutova a cesty z Kadaně, která vedla přes Místo a Celnou. Z Nové Vsi pokračovaly obchodní stezky do Saska. Jedna vedla přes Satzung do Wolkensteinu a druhá přes Reitzenhain do Marienbergu. Významným zdrojem příjmů tak bylo poskytování služeb kupcům, kterým sloužil velký zájezdní hostinec.
Patnácté a šestnácté století bylo hlavním obdobím rozvoje hornictví. Zdejší hornická činnost úzce souvisí s rudným dolováním u Hory Svatého Šebestiána, a dobývaly se zde stejné nerosty: zejména stříbro, ale také měď, olovo a cín. Nejvýznamnějším dolem bylo Císařské pásmo (Kaiserzug) se stejnojmennou dědičnou štolou na východním úbočí Novoveského vrchu. Průběh štoly je na povrchu patrný jako pásmo hald a pinek. V jižní části vesnice se nacházel důležitý důl Svatý kříž a na jejím severním konci byla u mlýna štola Leonard znovuotevřená v roce 1818, kdy však těžaři neměli dostatek prostředků na odvodnění, takže byla brzy opět opuštěna. Nad soutokem Šebestiánky a Prunéřovského potoka ústila štola Svatá Trojice.

### Po třicetileté válce
Vzhledem k poloze na frekventované cestě během třicetileté války však vesnice trpěla častými průchody vojsk. Velká část jí byla zpustošena a hornictví se v sedmnáctém století podařilo obnovit jen na velmi krátkou dobu. Podle berní ruly z roku 1654 ve vsi žilo 33 sedláků, šest chalupníků, pět rodin bez větších pozemků a čtyři nádeníci. Stálo zde pět mlýnů. Hlavními zdroji příjmů byl chov dobytka, formanství a vývoz šindelů a chleba do Německa. Ve vesnici se také nacházel svobodný statek, který v roce 1670 koupil za 3 000 kop míšeňských Kryštof Vilém Wohlgemutz z Rosenthalu, jehož předkové vlastnili místní hostinec. V roce 1674 se změnilo církevní územní uspořádání, protože Hora Svatého Šebestiána získala vlastní faru a novoveský kostel se stal filiálním kostelem ve šebestiánské farnosti.
S úpadkem hornictví začaly nabývat na významu jiné způsoby obživy. Přes vysokou nadmořskou výšku se začalo rozvíjet nevýnosné zemědělství (zejména chov dobytka). Lidé se živili jako lesní dělníci a ze dřeva se vyráběla prkna, stavební dříví a chmelové tyče. V domácnostech se rozvíjela výroba krajek a stužkových prýmků a proužků. Rozvoj vesnice však narušovaly vojenské vpády během vlády císařovny Marie Terezie v osmnáctém století. Zpustošena byla například během války o bavorské dědictví v roce 1778 a později také ve válkách v roce 1813 a 1866. Roku 1822 se poddaní krásnolipského statku rozhodli koupit dvě hasičské stříkačky, z nichž jedna sloužila výhradně potřebám Nové Vsi. O devět let později byla zahájena těžba rašeliny, která však nedokázala konkurovat uhlí dováženému od roku 1872 po vejprtské železniční trati.
Po první světové válce žilo v Nové Vsi německé obyvatelstvo, takže československé správní orgány musely po svém ustanovení překonávat řadu obtíží. Postupně však byly vyřešeny a vesnice se začala propagovat jako místo vhodné pro letní i zimní dovolenou. V zemědělství se začalo testovat silážování kukuřice a slunečnic, které ve zdejším podnebí nedokázaly dozrát ani je nebylo možné usušit. Během druhé světové války padlo několik zdejších mužů na frontě, ale jiné škody vesnice neutrpěla. V dubnu roku 1945 tudy procházel pochod smrti z Reitzenhainu do Chomutova. Jeho oběti byly pochovány v celkem dvanácti společných hrobech, z nichž tři byly v Nové Vsi. Událost připomínají dva pomníky nad vesnicí. Po válce byla v období od 3. července 1945 do 2. září 1946 většina německých obyvatel vysídlena. Ze 721 Němců jich ve vesnici zůstalo pouze třicet. S poklesem počtu obyvatel se snížila také rozloha obdělávané půdy ze 187 hektarů v roce 1945 na 11,4 hektaru v roce 1951. Vzniklo však pastvinářské družstvo. Později ho nahradil státní statek, který provozoval kinosál, mateřskou školu a jídelnu se sálem.
V sedmdesátých letech byla zbořena řada nevyužívaných budov a jiné si koupili lidé z Chomutova jako rekreační objekty. Ve vesnici byla prodejna potravin, v horní části vznikl vodovod a v opravené budově byla otevřena restaurace. Docházelo však k dalšímu poklesu počtu obyvatel, který se projevil v nedostatku pracovních sil, takže v osmdesátých letech dvacátého století musel státní statek nahradit chov dojnic méně náročným ustájením jalovic. V dalším desetiletí chov zanikl úplně. Budovy statku byly zbourány a na jejich místě měla vzniknout tržnice. Byl také dokončen vodovod.

## Přírodní poměry

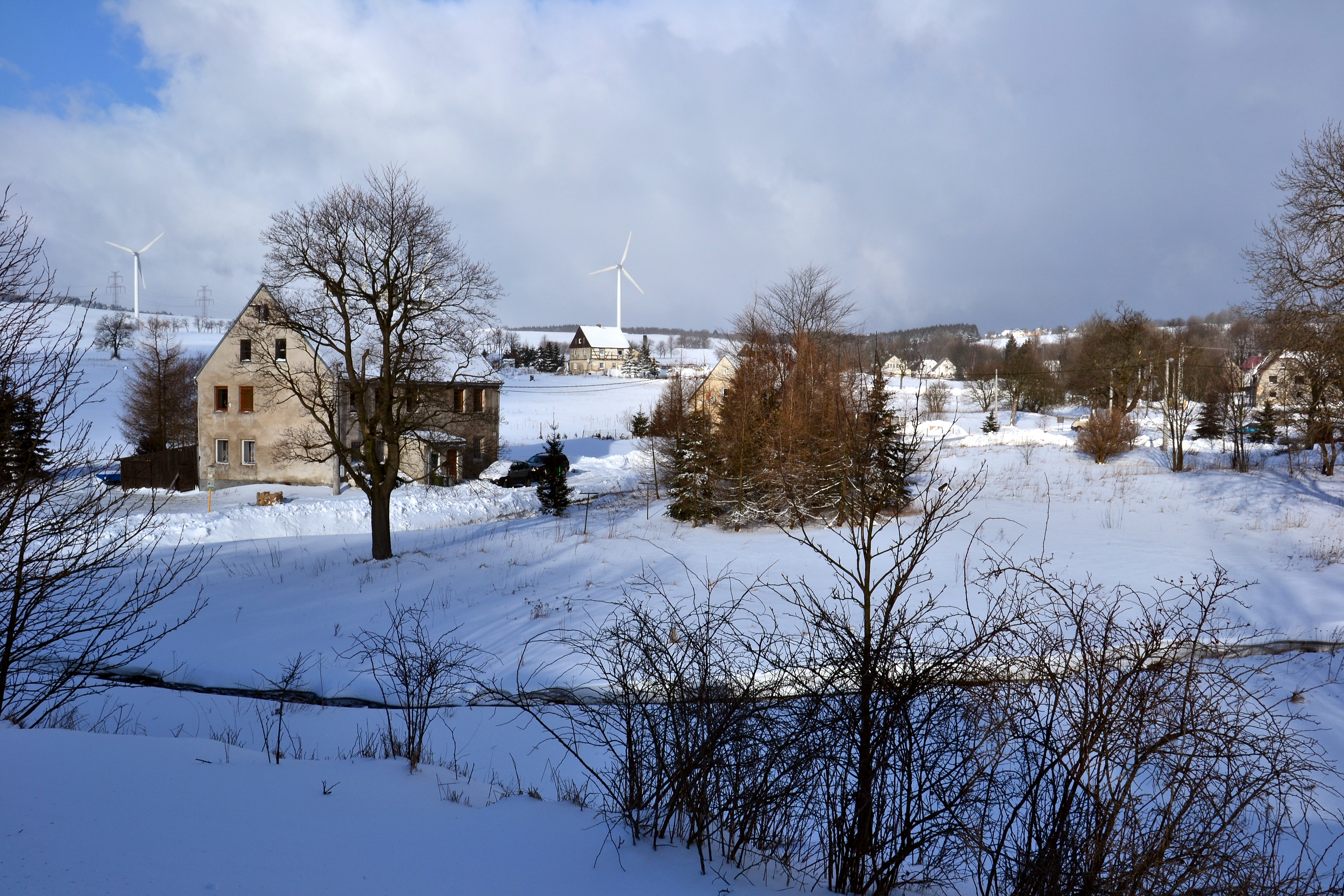
Pohled od železniční zastávky

Nová Ves stojí v katastrálním území Nová Ves u Křimova o rozloze 9,89 km² v Ústeckém kraji asi 1,5 kilometru jihovýchodně od Hory Svatého Šebestiána a dvanáct kilometrů severozápadně od Chomutova. Katastrální území má přibližně tvar písmene U, přičemž vesnice se nachází v jeho jižní části.
Geologické podloží je tvořené zejména prekambrickými dvojslídnými a biotitickými rulami. Odlišné podloží mají pouze výběžky v těsné blízkosti hranice katastrálního území na severozápadě a severovýchodě. V obou oblastech se vykytují intruzivní horniny předvariského a neznámého stáří. Na severozápadě to jsou místy metamorfované biotitické a dvojslídné granity a granodiority, zatímco na severovýchodě různé druhy metagranitů, metagranodioritů a ortorul. V geomorfologickém členění Česka oblast leží v geomorfologickém celku Krušné hory, podcelku Loučenská hornatina a okrsku Přísečnická hornatina. Nejvyšším bodem území je Novoveský vrch (885 metrů), zatímco nejnižší místo se nachází u samoty Matějkovna ve výšce okolo 720 metrů. Samotná vesnice stojí v nadmořské výšce 745–795 metrů. Z půd převažují podzoly, ale v severozápadní části území se vyskytují rozsáhlé oblasti s rašelinou a v jižním cípu podél Šebestiánky a jejích přítoků také gleje ze skupiny glejosolů. Největší vodní plochou je Novoveský rybník s rozlohou 2,04 hektaru, který je napájený vodou z Chomutovky. Na severní a západní úbočí Novoveského vrchu zasahuje přírodní rezervace Prameniště Chomutovky a oblast na východ od silnice I/7 se nachází na území přírodního parku Bezručovo údolí.

## Obyvatelstvo
Při sčítání lidu v roce 1921 zde žilo 1249 obyvatel (z toho 576 mužů), z nichž bylo 1246 Němců a tři cizinci. Kromě tří evangelíků byli římskými katolíky. Podle sčítání lidu z roku 1930 měla vesnice 1422 obyvatel: 26 Čechoslováků, 1390 Němců a šest cizinců. S výjimkou sedmi evangelíků, osmi členů církve československé a 65 lidí bez vyznání se hlásili k římskokatolické církvi.
|                                                                                       | 1869  | 1880  | 1890  | 1900  | 1910  | 1921  | 1930  | 1950 | 1961 | 1970 | 1980 | 1991 | 2001 | 2011 | 2021 |
| ------------------------------------------------------------------------------------- | ----- | ----- | ----- | ----- | ----- | ----- | ----- | ---- | ---- | ---- | ---- | ---- | ---- | ---- | ---- |
| Obyvatelé                                                                             | 1 102 | 1 180 | 1 201 | 1 180 | 1 259 | 1 249 | 1 422 | 238  | 244  | 152  | 125  | 74   | 81   | 103  | 113  |
| Domy                                                                                  | 137   | 155   | 157   | 148   | 148   | 149   | 175   | 107  | —    | 37   | 36   | 40   | 29   | 35   | 48   |
| Počet domů z roku 1961 je zahrnut v celkovém počtu domů obce Hora Svatého Šebestiána. |       |       |       |       |       |       |       |      |      |      |      |      |      |      |      |

## Obecní správa
Po většinu své existence patřila Nová Ves k chomutovskému panství. Do roku 1850 v ní vrchnost zastupovali rychtáři. Jména některých z nich známe z historických listin:
- Georg Wahlenhöfer (1345)
- Niklas Puschmann (1579)
- Mikuláš Lang z Langenharthu
- Kryštof Kreuziger (1595)
- Kryštof Wohlgemuth (1959)

Po zrušení poddanství se Nová Ves stala samostatnou obcí v okrese Chomutov a zůstala jí až do padesátých let dvacátého století. Od 30. června 1960 byla připojena jako místní část k Hoře Svatého Šebestiána.

### Výsledky komunálních voleb
Dne 22. května 1938 se konaly volby do obecních zastupitelstev. Z rozdělených 732 hlasů v Nové Vsi získaly 576 hlasů Sudetoněmecká strana a 157 hlasů Německá sociální demokracie.

## Doprava

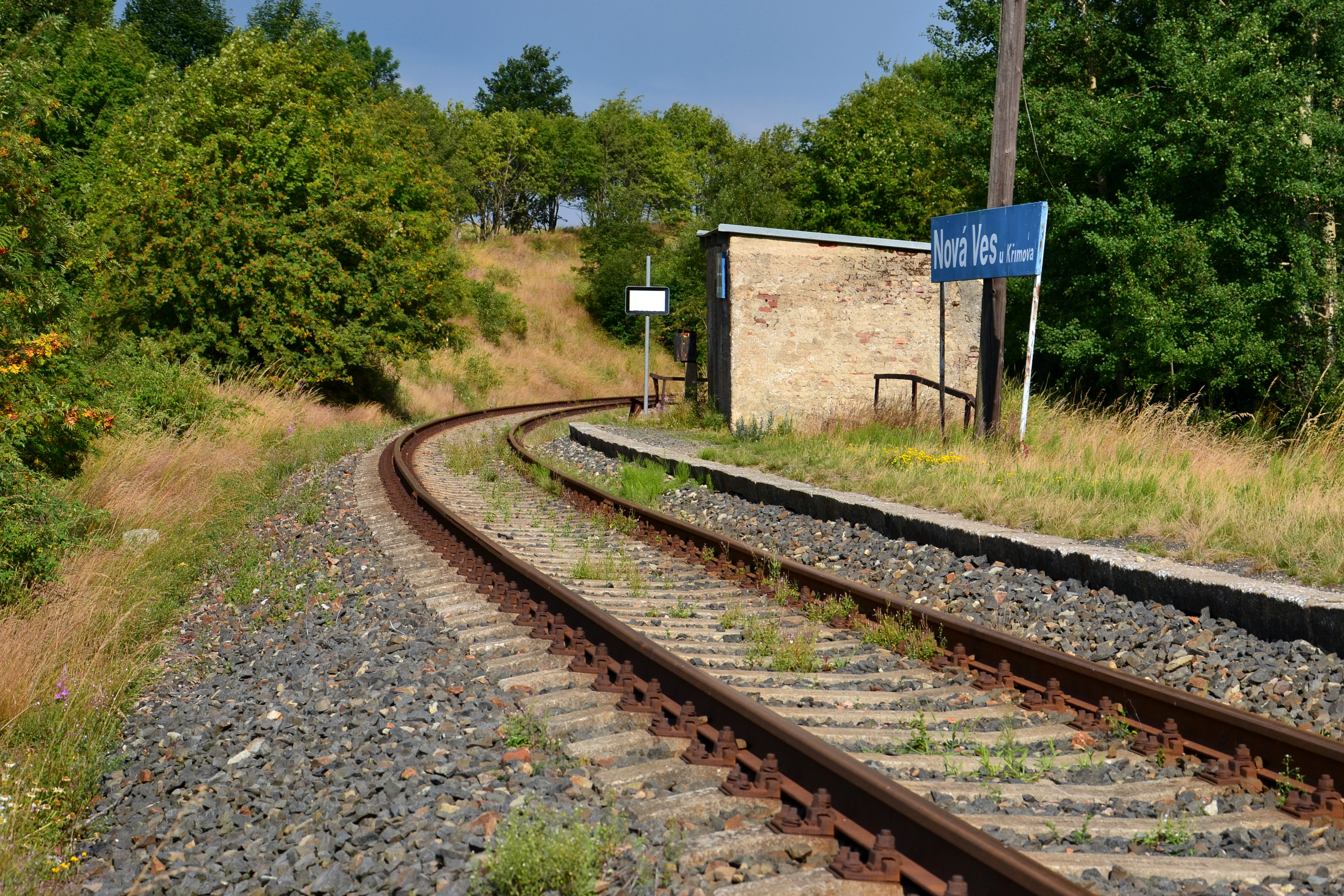
Železniční zastávka

Přímo Novou Vsí vede silnice III/25114, která byla až do výstavby obchvatu hlavním silničním tahem k hraničnímu přechodu u Hory Svatého Šebestiána. Obchvat silnice I/7 vesnici míjí na východě. Jižní částí vesnice prochází železniční trať Chomutov–Vejprty zprovozněná v roce 1872, na které se nachází zastávka Nová Ves u Křimova, ale v jízdním řádu 2015/2016 ji obsluhovaly pouze dva páry vlaků o víkendech v období od května do září. Na východním okraji vesnice je také zastávka linkové autobusové dopravy. Částečně podél železniční trati vede červeně značená hřebenová turistická trasa z Hory Svatého Šebestiána k vodní nádrži Přísečnice. U železniční zastávky také začíná modře značená trasa údolím Prunéřovského potoka do železniční stanice Kadaň-Prunéřov.

## Školství
Škola v Nové Vsi byla otevřena v první polovině osmnáctého století. V roce 1822 pro ni byla postavena nová budova. Roku 1881 měla čtyři třídy. V prosinci roku 1898 začala fungovat také dvoutřídní krajkářská škola. Česká škola pro deset až patnáct dětí vznikla až ve třicátých letech dvacátého století. Po skončení druhé světové války převzala budovu krajkářské školy základní škola, ve které se začalo vyučovat až v listopadu roku 1945, protože do té doby v ní byli ubytovaní vojáci. V roce 1948 měla 45 žáků ve dvou třídách a získala zařízení ze zrušené školy v Pohraniční. Základní škola byla zrušena v roce 1967. V budově zůstala pouze mateřská škola a starší děti dojížděly do školy v Hoře Svatého Šebestiána.

## Pamětihodnosti

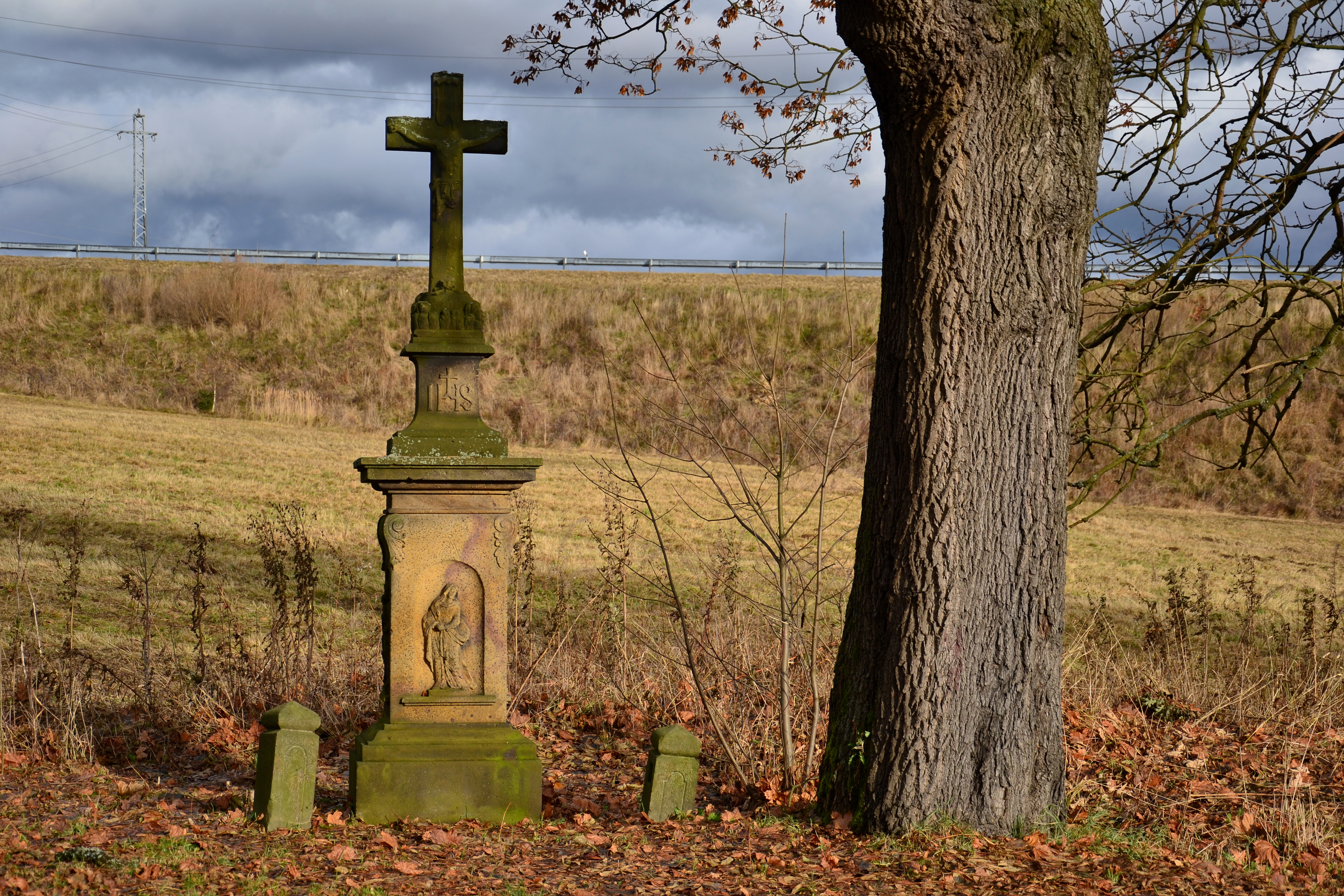
Kříž u silnice

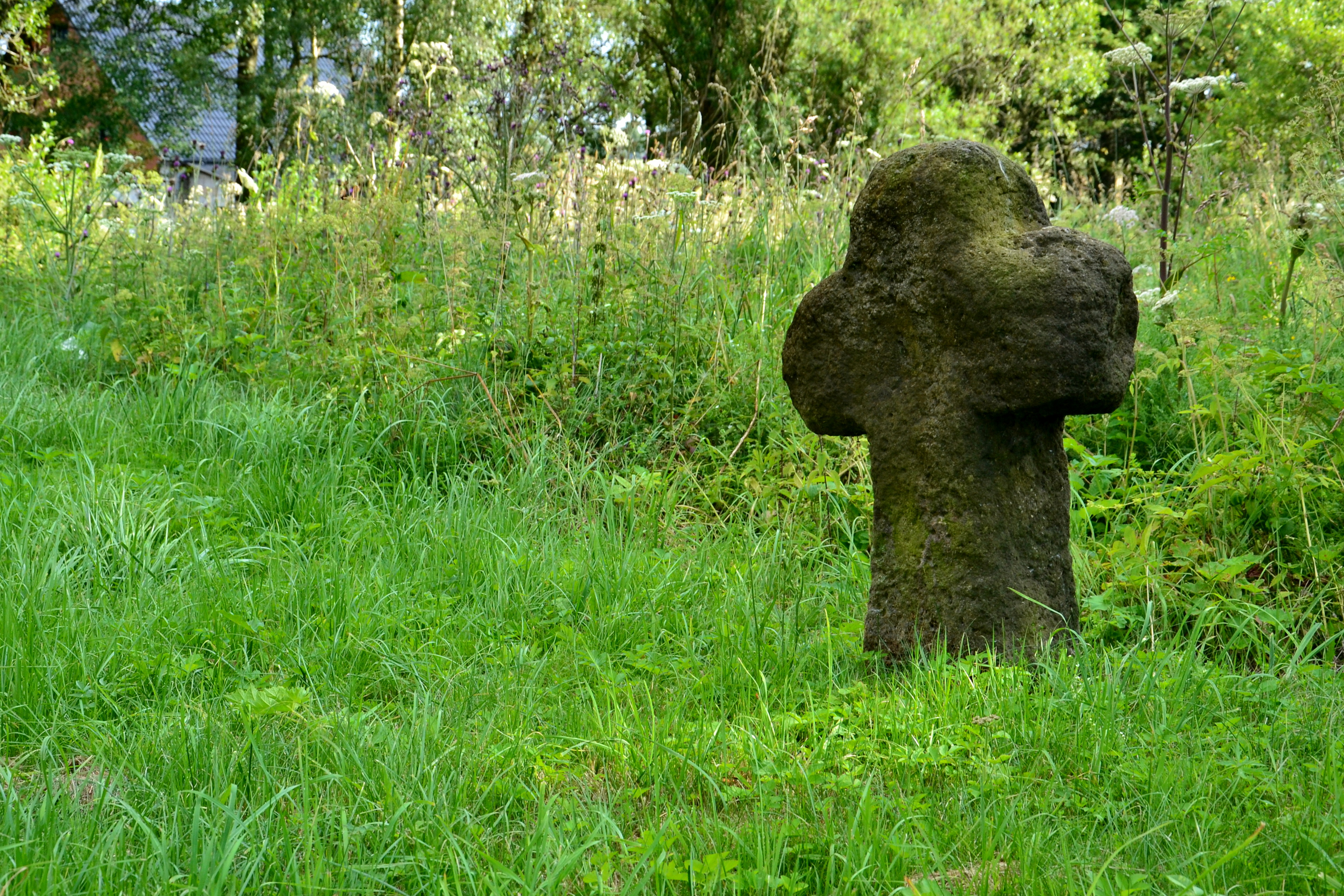
Smírčí kříž

Ve vesnici stával kostel Nanebevzetí Panny Marie z roku 1834 (zbořený v roce 1967) a boží muka pozdně gotického typu z počátku osmnáctého století. Dochoval se pouze kříž na východním okraji vesnice z doby okolo roku 1700. Na jeho hranolovém podstavci jsou reliéfy Panny Marie, svatého Antonína Paduánského a svatého Jana Nepomuckého. Nedaleko od jihozápadního okraje vesnice zůstalo torzo kaple ze druhé poloviny devatenáctého století zvané německy Pfaffkapelle nebo Toberkapelle. Pobořena byla v sedmdesátých letech dvacátého století.
Na východním okraji vesnice stojí u silnice kamenný kříž z doby okolo roku 1700. Na podstavci jsou vytesány reliéfy Panny Marie, svatého Antonína Paduánského a Svatého Jana Nepomuckého. Dále se dochovaly dva smírčí kříže ze šestnáctého století. Jeden stojí mezi domy čp. 47 a 54 a druhý, s reliéfem sekery, u domu čp. 3.